# Daya (Taichung)
Daya (chinesisch 大雅區 / 大雅区, Pinyin Dàyǎ Qū) ist ein Bezirk (區,  Qū) der Stadt Taichung auf Taiwan, Republik China.

## Lage
Daya liegt unmittelbar nordwestlich angrenzend der historischen Kernstadt (in den Grenzen vor 2010) von Taichung im Taichung-Becken (臺中盆地). Die Höhe über dem Meeresspiegel nimmt von Westen nach Osten ab. Die höchste Erhebung findet sich mit 313 Metern westlich im Bereich des Dadu-Plateaus (大肚山) und im Osten ist das Terrain zwischen 130 und 150 Meter hoch. Die benachbarten Bezirke sind im Süden Xitun, im Südwesten in einem sehr kleinen Abschnitt Beitun, im Westen Shalu, im Osten Tanzi und im Norden Shengang. Das Bezirksgebiet hat eine Ost-West-Ausdehnung von knapp acht Kilometern und eine Nord-Süd-Ausdehnung von maximal sechs Kilometern. Der Bezirk Daya wird manchmal mit den beiden Nachbarbezirken Tanzi und Shengang zur Region Tanyashen (潭雅神地區) zusammengefasst. Alle drei Bezirke liegen im Randbereich der Metropolregion Taichung und sind durch ein starkes Wachstum der Bevölkerung und Industrie gekennzeichnet.
Das Klima Dayas ist subtropisch-warm. Der Jahresniederschlag liegt bei 1500 mm und fällt zu 80 % in den Sommermonaten, während die Wintermonate relativ trocken sind. Die Jahresmitteltemperatur liegt zwischen 19 und 21 °C. Im Juli können 30 °C überschritten werden und im Januar kann die Temperatur bis auf unter 10 °C fallen. Die maximalen Windgeschwindigkeiten werden im Januar und Februar gemessen.

## Geschichte
Ein älterer Ortsname ist Bazi (壩仔), der sich auf den heutigen gleichnamigen Ortsteil Daya bezog. Diese Bezeichnung war möglicherweise eine homophone Übernahme eines Begriffs aus der Pazeh-Sprache, der Sprache der örtlichen Ureinwohner. Die Bezeichnung Daya geht wohl auf den ursprünglichen Hakka-Namen für das Gebiet Dabaya (大壩雅) zurück. Die ersten han-chinesischen Siedler kamen in der späten Kangxi-Zeit in das Gebiet. Sie stammten aus Raoping (heute Teil von Chaozhou) im östlichen Guangdong und gehörten zur Ethnie der Hakka. Eine weitere Einwanderungswelle von Hakka gab es ab 1723 zur Zeit Yongzhengs. Ab 1684 gehörte das Gebiet administrativ zum Landkreis Zhuluo und ab 1723 zum Landkreis Changhua. Zur Zeit der japanischen Herrschaft (1895–1945) gab es verschiedene Verwaltungsreformen und ab 1920 war Daya ein Dorf (庄, chin. Zhuāng, jap. Shō) im Kreis Fengyuan in der Präfektur Taichū. Daya gewann an Bedeutung durch den 1936 eröffneten Militärflughafen im heutigen Ortsteil Liubao. Nach der Übernahme Taiwans durch die Republik China nach Ende des Zweiten Weltkrieges wurde Daya eine Landgemeinde (鄉,  Xiāng) im neu eingerichteten Landkreis Taichung. Der Flughafen wurde ab 1956 zu einer Luftwaffenbasis der US-amerikanischen Luftstreitkräfte (USAF) ausgebaut. Am 25. Dezember 2010 wurde der Landkreis Taichung vollständig in die Stadt Taichung eingemeindet und alle Landkreisgemeinden, so auch Daya, erhielten den Status von Stadtbezirken (區,  Qū).

## Bevölkerung
Unter den 95.703 Einwohnern (Okt. 2020) befanden sich 2303 Angehörige indigener Völker, entsprechend einem Bevölkerungsanteil von 2,4 %. Der Anteil der Hakka liegt je nach Definition zwischen 8 und 23 %.
| Gliederung von Daya |
|                     |

## Verwaltungsgliederung
Zur Zeit des Landkreises Taichung war Daya anfänglich in neun Dörfer (村,  Cūn) untergliedert. Am 1. Februar 1998 wurden vom Dorf Daya die Dörfer Wenya und Shangya und vom Dorf Sanhe die Dörfer Erhe und Side abgetrennt. Am 23. Januar 2006 wurden aus Teilen des Dorfes Shanfeng die Dörfer Yafeng und Dafeng gebildet. Danach bestand Daya aus 15 Dörfern. Nach der Eingliederung Dayas in das Stadtgebiet von Taichung 2010 wurden aus den Dörfern Stadtteile (里,  Li).
1. Shangya (上雅里)

2. Daya (大雅里)

3. Yafeng (雅楓里)

4. Erhe (二和里)

5. Sanhe (三和里)

6. Xibao (西寶里)

7. Dafeng (大楓里)

8. Shangfeng (上楓里)

9. Yuanlin (員林里)

10. Liubao (六寶里)

11. Zhongyi (忠義里)

12. Xiushan (秀山里)

13. Hengshan (橫山里)

14. Wenya (文雅里)

15. Side (四德里)

## Wirtschaft

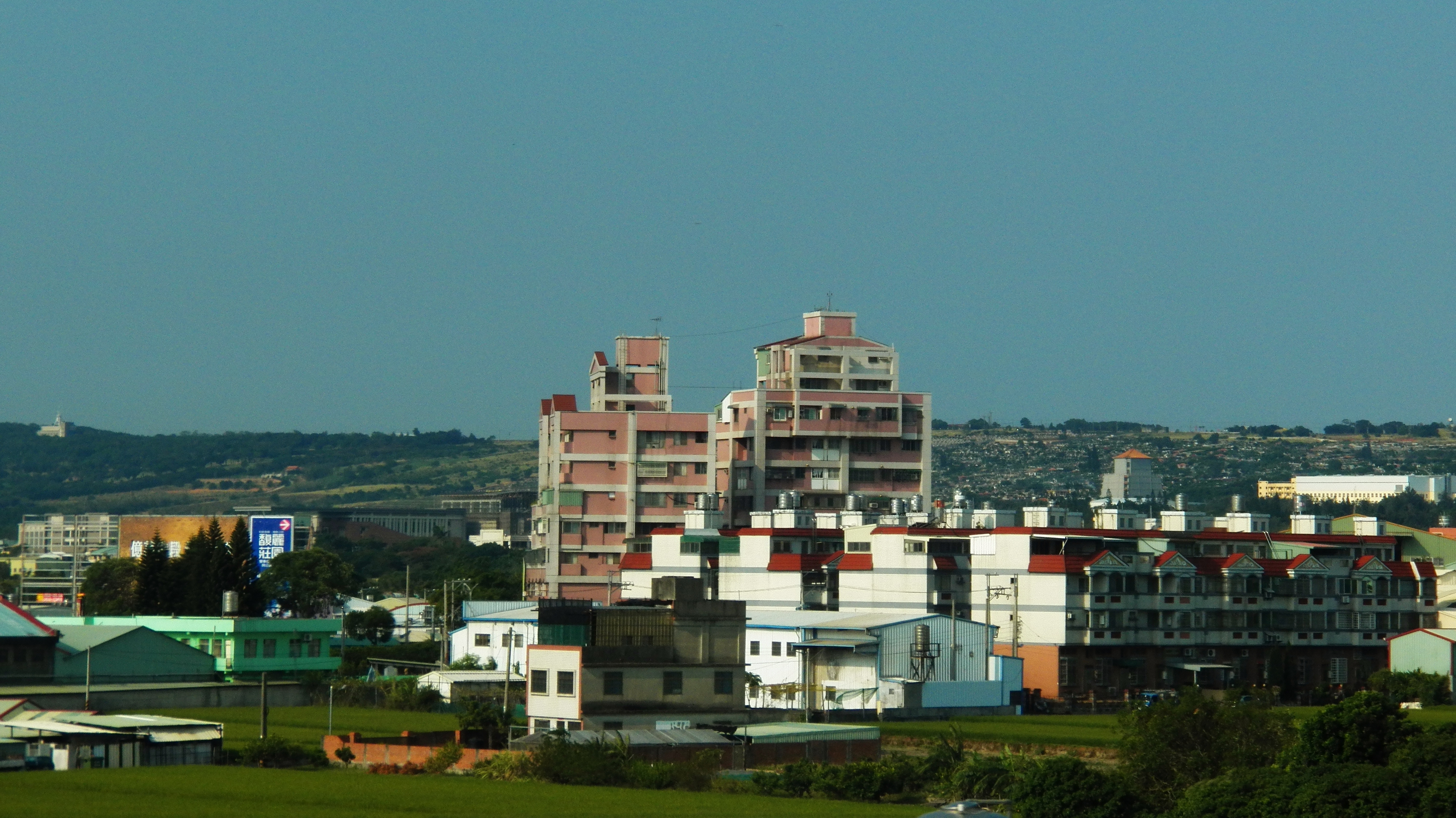
Blick auf Daya

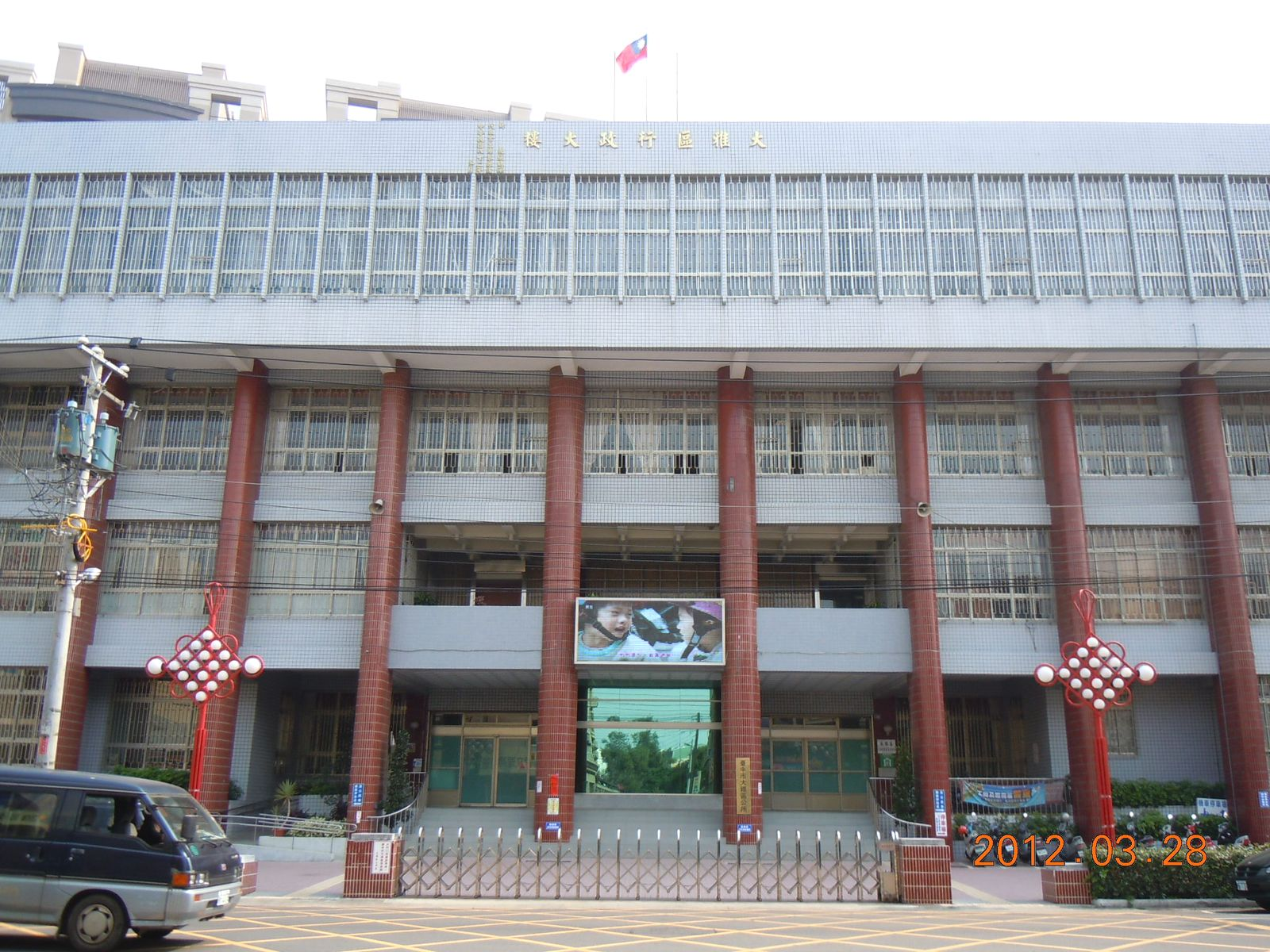
Gebäude der Bezirksverwaltung

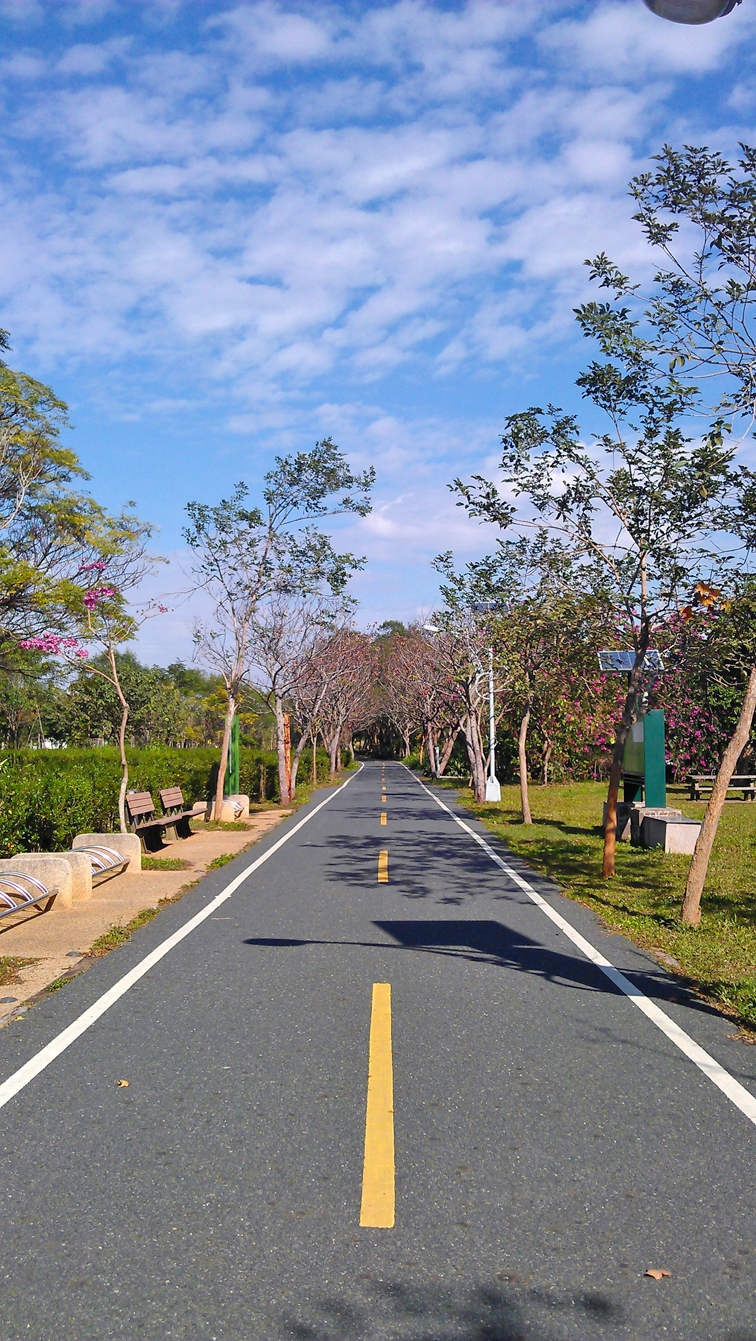
Tanyashen-Fahrradweg

Daya ist ein Standort der High-Tech-Industrie. 2003 wurde der Wissenschaftspark Taichung (臺中科學園區) als Teil des Zentral-Taiwan-Wissenschaftsparks (中部科學工業園區, abgekürzt 中科,  Zhōngkē – „Zentraler Zweig“) eingerichtet, auf dessen Gelände sich verschiedene Betriebe der Elektronik-, Halbleiter- und biochemischen Industrie angesiedelt haben.
Die Landwirtschaft spielt weiterhin eine gewisse Rolle. Hauptsächlich werden Reis, Süßkartoffeln, Mais, Zuckerrohr, Erdnüsse und Sesam, sowie im Gartenbau Zitrusfrüchte und Bananen angebaut. Daya ist außerdem bekannt für den Weizenanbau, für den etwa 70 ha (nach anderen Angaben 150 ha) genutzt werden. Dies stellt das größte Weizenanbaugebiet Taiwans dar (90 % der Gesamtproduktion). Ein Spezialprodukt Dayas sind rote Hiobstränen.

## Verkehr
Größte Straße ist die den äußersten Südosten Dayas durchquerende Nationalstraße 1 (Autobahn). Etwa einen Kilometer westlich von Daya verläuft in Nord-Süd-Richtung die Nationalstraße 3 (Autobahn). Eine wichtige Straße ist die Provinzstraße 10, die von Nordwesten in den Bezirk Richtung Zentrum verläuft und dann wieder nach Nordosten abbiegt. Ihre Fortsetzung Richtung Südosten bildet die Provinzstraße 1B (1乙), von der die Kreisstraßen 125 und 127 Richtung Südosten abzweigen. In weitgehend gerader Nord-Süd-Richtung verläuft mitten durch den Bezirk die Trasse der Taiwanischen Hochgeschwindigkeitsbahn (THSR), die hier allerdings keinen Halt aufweist. Nördlich des Bezirks und teilweise auf dem Gebiet des Stadtteils Liubao liegt der Internationale Flughafen Taichung.

## Sehenswürdigkeiten
Daya ist kein ausgesprochenes Touristenziel. Es gibt im Bezirk einige kleinere Parks und Grünanlagen. Der kleine Yongxing-Tempel (永興宮, ) im Stadtteil Daya ist ein Mazu-Tempel aus dem Jahr 1847. Auf dem Tanyashen-Fahrradweg (潭雅神自行車道) lassen sich die drei Bezirke Tanzi, Daya und Shengang erkunden.

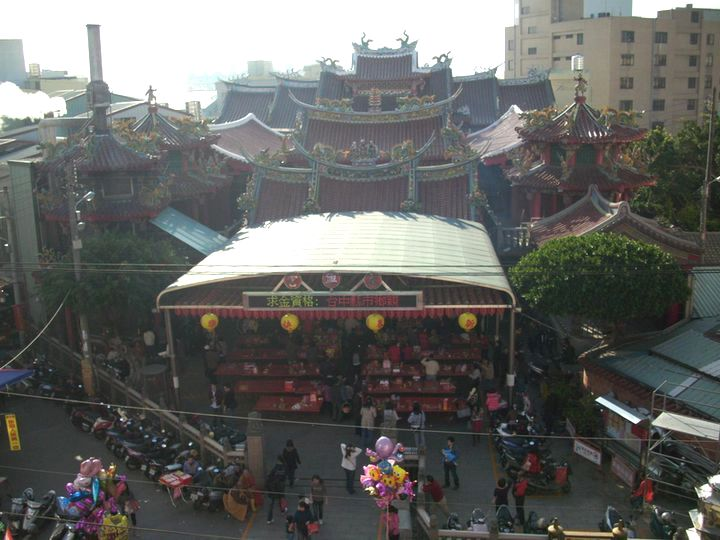
Yongxing-Tempel